# Deparia birii
Deparia birii är en majbräkenväxtart som beskrevs av Fraser-jenk. Deparia birii ingår i släktet Deparia och familjen Athyriaceae. Inga underarter finns listade.